# جابرية
جابرية هي قرية مغربية غرب المملكة. تنتمي جابرية لإقليم سيدي بنور. تضم هذه القرية 17.654 نسمة (إحصاء 2004).